# Imelda Molokomme
Imelda Mishodzi Molokomme (1942) es una feminista activista y desarrolladora comunitaria de Botsuana, "bien conocida por su papel en la agenda nacional de género". Molokomme se casó a los 17 años, y no comenzó su carrera universitaria hasta que tuvo 42 años, y su hija, Athaliah Molokomme, la fiscal general del país, fue una de sus profesoras.

## Biografía
Imelda Mishodzi Molokomme nació en Botsuana, mudándose a Ciudad del Cabo con su padre cuando tenía cuatro años. Retornaría a Botsuana para seguir la escuela media, en Mochudi, donde resultó ser la única niña en la clase.

### Carrera
En 2002, fue coautora del texto Promoting an Integrated Approach to Combat Gender Based Violence: A Training Manual (Promoviendo un enfoque integrado para combatir la violencia de género: un manual de capacitación), publicado por la Secretaría de la Commonwealth, que también lo pone disponible de forma gratuita en línea.
En febrero de 2007, Molokomme fue votada, sin oposición, como nueva presidenta de Emang Basadi, por miembros de la organización de mujeres de Botsuana, con Diana Leagajang electa vicepresidenta, desplazando a Rhoda Sekgoroane.
En 2014, comentó sobre el movimiento de mujeres en Botsuana, "Parecería que las mujeres se rindieron a la causa. Los números fueron más altos antes y después del período en que las mujeres regresaron de la Conferencia Mundial de Mujeres celebrada en Pekín 1995".
Molokomme dirige una empresa de consultoría en Botsuana que entrena y capacita a mujeres en política y sindicatos.

## Vida personal
En 1959, Molokomme se casó, a los 17. Es la madre de la primera mujer Fiscal General de Botsuana, Athaliah Molokomme.

## Obra

### Algunas publicaciones
- Promoting an Integrated Approach to Combat Gender Based Violence: A Training Manual (2002)[2]

- Siegrid Tautz, Imelda Molokomme, Regina Görgen (2000). «Between Fear and Relief: How Rural Pregnant Women Experience Foetal Ultrasound in a Botswana District Hospital» [Entre miedo y alivio: cómo las mujeres embarazadas de zonas rurales experimentan ecografía fetal en un hospital del distrito de Botsuana]. Social Science and Medicine (en inglés). 50 (5): 689–701..